# Plectris ohausiella
Plectris ohausiella är en skalbaggsart som beskrevs av Frey 1967. Plectris ohausiella ingår i släktet Plectris och familjen Melolonthidae. Inga underarter finns listade i Catalogue of Life.